# Ronan Labar

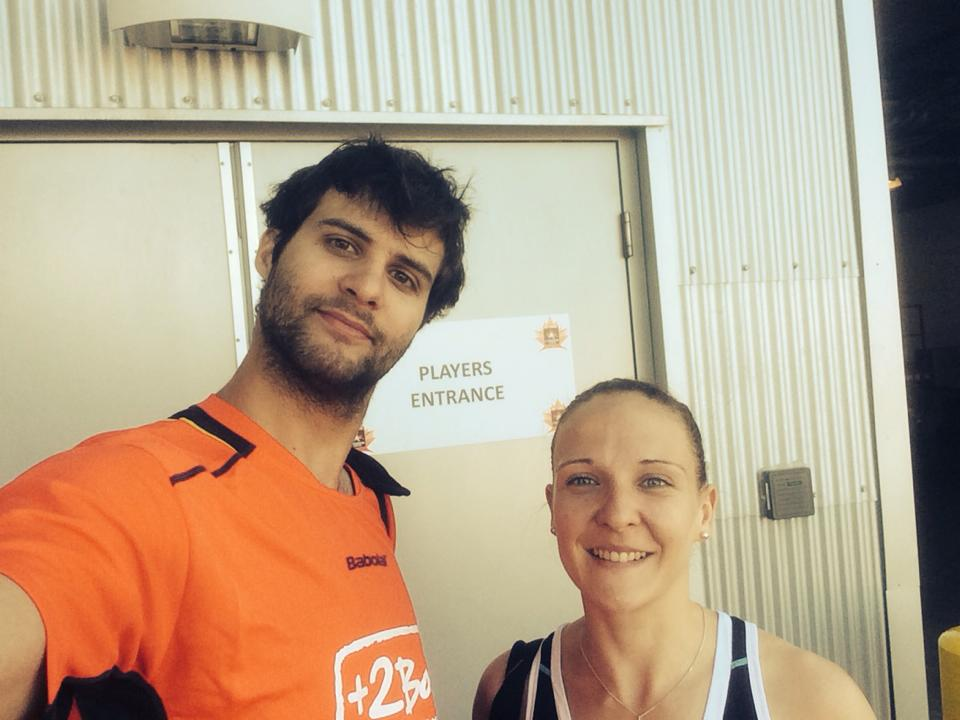
Ronan Labar und Émilie Lefel (2015)

Ronan Labar (* 3. Mai 1989) ist ein französischer Badmintonspieler.

## Karriere
Ronan Labar nahm 2009 im Herrendoppel an den Badminton-Weltmeisterschaften teil. Er verlor dabei in Runde eins und wurde somit 33. in der Endabrechnung. Bei den St. Petersburg White Nights 2010 wurde er Fünfter im Mixed. Bei der Badminton-Europameisterschaft 2012 belegte er im Herrendoppel ebenfalls Rang fünf. 2014 gewann er mit seinem Doppelkollegen Baptiste Carême die französische Meisterschaft.